# Vendée Poiré-sur-Vie Football
Maillots
Actualités
Dernière mise à jour : 22 octobre 2024.
Vendée Poiré-sur-Vie Football est un club de football français fondé en fondé en 1954 et situé au Poiré-sur-Vie en Vendée.
Le club accède pour la première fois au championnat National, 3e échelon du football français, en 2011 avant de se retirer en 2015. Le club, qui évolue désormais en National 2, est présidé par Jean-Yves Cougnaud.

## Histoire

### Genèse du club (1921-1954)
La « Société Sainte Jeanne d'Arc » est créée le 29 décembre 1921 dans le but d'offrir un espace de distraction aux jeunes du Poiré-sur-Vie. Le Docteur Lucas en est alors le président et l'Abbé Bertrand, vicaire, le secrétaire. En 1929, la section football est instituée sous le nom de « l'Alouette ».
En 1940, une nouvelle association sportive est créée à la suite de l'arrivée de réfugiés ardennais ayant fui leur région en guerre,. Elle est baptisée Union sportive du Poiré (USP). En 1946, une réunion à la mairie a pour objet la fusion entre l'USP et « l'Alouette » de la Jeanne d'Arc au sein d'une seule entité baptisée « Club athlétique du Poiré-sur-Vie ». Cependant, le secrétariat de la Ligue du Centre-Ouest de football commet une erreur en enregistrant le nouveau club sous l'ancien nom de « Jeanne d'Arc ». La bévue provoque le mécontentement des membres de l'USP et la scission de la nouvelle entité avant même le début du championnat.
Par la suite, l'équipe de la Jeanne d'Arc poursuit son activité pendant encore quelques années au sein de la Fédération gymnastique et sportive des patronages de France, avant de mettre fin à ses activités au début des années 1950 faute de joueurs.
À la suite de la visite du Général de Gaulle sur la tombe de Georges Clemenceau à Mouchamps le 12 mai 1946, où il prononce un discours qui marque l'esprit des Vendéens,, le président de l'USP, Yves Hamon de la Thébaudière, demande l'autorisation de ce dernier pour le renommage du club en « De Gaulle Sports Vendée ». La réponse, positive, est envoyée par courrier officiel le 6 juillet 1946. En 1951, le club remporte le championnat de la Vendée, mais s'incline ensuite contre le champion d'Aunis-Saintonge pour le titre régional. Au cours de la saison 1953-1954, le club cesse brutalement son activité et la ville se retrouve alors sans club.

### La nouvelle Jeanne d'Arc (1954-1974)
L'Abbé Poissonnet, sollicité par un joueur, Léon Letard, autorise peu après la re-création d'une section football au sein de la « Sainte Jeanne d'Arc ». D'abord affilié à la FGSPF, le club obtient son rattachement à la Fédération française de football en octobre 1956, au sein de la Ligue du Centre-Ouest de football. Pour sa première saison au sein des championnats de la Ligue, la Sainte Jeanne d'Arc est d'abord affectée à la troisième division départementale puis, dès 1957, participe à la Promotion de Deuxième Division.
En 1960, le club remporte le titre de champion de Vendée de Première Division départementale. La même année, le club fonde son école de football. En 1967, le club est rattaché à la Ligue atlantique de football nouvellement créée.

### Haut niveau régional (1978-2003)
Ayant gravi les échelons départementaux puis régionaux, le club atteint pour la première fois en 1978 la Division d'Honneur de la Ligue atlantique. À l'issue de l'exercice 1978-1979, l'équipe se maintient grâce à sa sixième place mais est reléguée dès la saison suivante, en 1980.
La SJA Poiré-sur-Vie Vendée Football remonte au premier niveau régional en 1986, en est relégué en 1988, puis, en 1999, il s'y promeut, une troisième fois.

### Ascension jusqu'en National (2003-2015)
Le club atteint pour la première fois un niveau national en 2003. En 2007, la « Sainte Jeanne d'Arc Le Poiré Football » est rebaptisée « Le Poiré-sur-Vie Vendée Football ». Depuis 2010, le club se nomme « Vendée Poiré-sur-Vie Football ».
Richmond Forson qui évolue au club en 2005-2006, est sélectionné pour la coupe du monde 2006 avec la sélection du Togo.
Lors de la saison 2007-2008, Le Poiré-sur-Vie atteint les seizièmes de finale de la coupe de France, éliminé finalement par le Paris Saint-Germain sur le score de 3 buts à 1.
Durant la saison 2010-2011, l'équipe accède au niveau national dès la 31e journée de CFA à la suite d'un match nul obtenu face à son concurrent direct : Les Herbiers. Il décroche le maintien lors de la saison suivante, lui permettant de participer au National 2012-2013. Aux deux tiers de cette saison, le club vendéen figure en bonne position (avec Metz et Créteil) pour rejoindre la Ligue 2 et, acquérir par la même occasion, le statut professionnel. Cependant, une mauvaise série qui commence au mois de mars avec une seule victoire en douze matchs (2-0 contre Epinal) donne un espoir à leurs adversaires pour la montée en Ligue 2. Lors de la 37e journée, le club ne peut officiellement plus jouer la montée en Ligue 2 à la suite d'un match nul contre Carquefou (1-1) alors que Fréjus-Saint-Raphaël et le CA Bastia ont gagné leurs matchs respectifs (Fréjus-Saint-Raphaël 3-1 Colmar et Quevilly 1-3 CA Bastia). Le club termine finalement 6e au classement.
Le club termine la saison 2013-2014 à la 13e place du championnat national.

### Retour volontaire en CFA2 puis descente en Régional 2 (depuis 2015)
Après quatre saisons passées en National, le club décide de quitter le championnat au terme de la saison 2014-2015 terminée à la 12e place. Le club justifie son choix par le communiqué suivant : « Ce championnat, reconnu pour ses qualités sportives est aussi extrêmement exigeant dans le volet administratif, réglementaire et financier. Y être présent requiert des infrastructures et des partenariats financiers adaptés. Ce challenge, nous le relevons depuis quatre saisons grâce aux contributions financières fortes de nos sponsors. Les échanges effectués avec eux sur leurs engagements à venir nous ont amenés à revoir notre budget 2015-2016. La question de disputer ce championnat à minima, sans autre objectif que le maintien, et ce malgré l’énergie et les moyens déployés, s’est donc posée. Le choix de ne pas réinscrire notre équipe première en championnat National s’est imposé ». Le club participe donc au CFA 2, le niveau de son ancienne équipe réserve, pour la saison 2015-2016.
En 2018, le club est relégué en Régional 2 après des soucis financiers.

## Palmarès
| Compétitions nationales                                 | Compétitions régionales                                                                                            |
| ------------------------------------------------------- | --- |
| - Championnat de France D4 (CFA) (1) - Champion en 2011 | - Championnat de l'Atlantique (Division d'Honneur) : 2006, 2011 (rés.) - Vainqueur de la Coupe d'Atlantique : 2007 |

## Joueurs et personnalités du club

### Entraîneurs
| Période         | Nom                                    |
| --------------- | -------------------------------------- |
| 1957-1961       | Guy Rabillard                          |
| 1961-1962       | Joseph Ébouaney                        |
| 1962-1963       | Wladislas Gutowski                     |
| 1963-1965       | Guy Rabillard (2)                      |
| 1965-1967       | Roger Césari                           |
| 1967-1968       | Pierre Louineau                        |
| 1968-1971       | Roger Hassen                           |
| 1971-1977       | Émile Méla                             |
| 1977-1979       | Jean-Pierre Goron                      |
| 1979-1981       | André Tardé puis Pierre Durand         |
| 1981-1983       | Michel Proust                          |
| 1983-1989       | Christian Dupont                       |
| 1989-1995       | Philippe Bausson                       |
| 1995-1999       | Jean-François Gautron                  |
| 1999-2001       | Bernard Born                           |
| 2001-2002       | Thomas Fernandez                       |
| 2002-2003       | Philippe Rochedreux                    |
| 2003-2004       | Philippe Suywens puis Christian Dupont |
| 2004-2005       | Christian Dupont (2)                   |
| 2005-2009       | Stéphane Mottin                        |
| 2009- oct. 2010 | Pascal Braconnier                      |
| oct. 2010-2011  | Alain Ferrand                          |
| 2011-2015       | Oswald Tanchot                         |
| 2015-2016       | Loïc Lambert                           |
| 2016-2018       | Benjamin Guillou                       |
| 2018-           | Rabie Zeroual                          |

## Image et identité

### Logos

Société Sainte Jeanne d'Arc
Jeanne d'Arc Le Poiré Football (-2007)
Le Poiré-sur-Vie Vendée Football (2007-2010)
Vendée Poiré-sur-Vie Football (2010-2011)
Vendée Poiré-sur-Vie Football (2011-2018)
Vendée Poiré Football (2018-)

### Surnom
Les footballeurs du Poiré-sur-Vie sont surnommés les Genôts.

## Culture populaire

### Rivalités
Lors de la saison 2010-2011 de CFA, le club et celui des Herbiers évoluent ensemble dans le haut du classement. La place pour le National s'est d'ailleurs joué en partie lors du derby Le Poiré-sur-Vie - Les Herbiers du 2 avril 2011 gagné 2 buts à 1 par le Poiré devant plus de 4 500 spectateurs, ce qui lui permit d'obtenir des points nécessaires pour le maintien de la première place, remportée par ailleurs avec près de 10 points d'avance sur le second.
Depuis la saison 2013-2014, Le Poiré-sur-Vie est en constante rivalité avec le club du Vendée Luçon Football, mais malgré un départ en championnat raté, au deux-tiers de la saison, le club du Poiré-sur-Vie était devant le club du sud de la Vendée. À la fin du championnat, lors de l'ultime journée, les luconnais gagne la rencontre décisive contre le poiré, permettant aux clubs vendéens de se maintenir.

### Supporters
Le 1er août 2013, un groupe de supporter est créé sous le nom des « Vie'Kings Genôts »,.